# 滨藜
滨藜（学名：Atriplex patens）为苋科滨藜属的植物。分布于西伯利亚、中亚、东欧以及中国大陆的宁夏、黑龙江、吉林、甘肃、陕西、新疆、河北、内蒙古、辽宁、青海等地，生长于海拔300米至2,900米的地区，多生长于海滨、轻度盐碱湿草地和沙土地，目前尚未由人工引种栽培。
种名patens意为伸展的。